# Erik Wiedemann
Erik Wiedemann (Kopenhagen, 7 mei 1930 - 2 maart 2001) was een Deense jazzwetenschapper en -auteur. Hij gold als een van de leidende jazzauteurs in Denemarken en populariseerde de jazz in het land.

## Biografie
Wiedemann richtte in 1956 de Danish Jazz League op en publiceerde al in de jaren vijftig boeken over jazz, zoals Jazz og Jazzfolk  (1948). Hij vertaalde in 1962 het standaardwerk over jazzgeschiedenis van Marshall Stearns in het Deens. Wiedemann was sinds de jaren vijftig muziekjournalist bij Information  en doceerde aan het muziekwetenschappelijke instituut aan de universiteit van Kopenhagen, waar hij in de jaren tachtig directeur van werd. In 1982 promoveerde hij hier over Jazz in Denemarken in de jaren twintig, dertig en veertig (Jazz i Danmark i tyverne, trediverne og fyrrerne). Het was de eerste promotie op het gebied van jazz in Denemarken, in de media werd hij echter al '"Doctor Jazz“ genoemd. Als wetenschapper hield hij zich tevens bezig met Duke Ellington, in 1984 begon hij het (niet voltooide) project om Ellingtons composities te inventariseren. Het aantal composities van Ellington schatte Wiedemann in 1991 op 1500. Met Arnvid Meyer, Dan Morgenstern en anderen riep hij in 1989 de Deense Jazzpar-prijs in het leven.
Het archief van Wiedemann met betrekking tot de Deense jazz bevindt zich in de Det Kongelige Bibliotek in Kopenhagen.